# Feramanga Nord
Feramanga Nord is een plaats en commune in het oosten van Madagaskar, behorend tot het district Ambatondrazaka, dat gelegen is in de regio Alaotra-Mangoro. Tijdens een volkstelling in 2001 telde de plaats 9.869 inwoners.
Bij de plaats bevindt zich een lokaal vliegveld. De plaats biedt naast lager onderwijs ook middelbaar onderwijs aan. 75 % van de bevolking werkt als landbouwer, 10 % houdt zich bezig met veeteelt en 10 % verdient zijn brood als visser. De belangrijkste landbouwproducten zijn rijst en tomaten; ander belangrijk product is zoete aardappelen. Verder is 5% actief in de dienstensector.